# Dicranum strumiferum
Dicranum strumiferum là một loài rêu trong họ Dicranaceae. Loài này được Hedw. F. Weber & D. Mohr mô tả khoa học đầu tiên năm 1803.